# Iomante
 (juin 2010).
Si vous disposez d'ouvrages ou d'articles de référence ou si vous connaissez des sites web de qualité traitant du thème abordé ici, merci de compléter l'article en donnant les références utiles à sa vérifiabilité et en les liant à la section « Notes et références ».

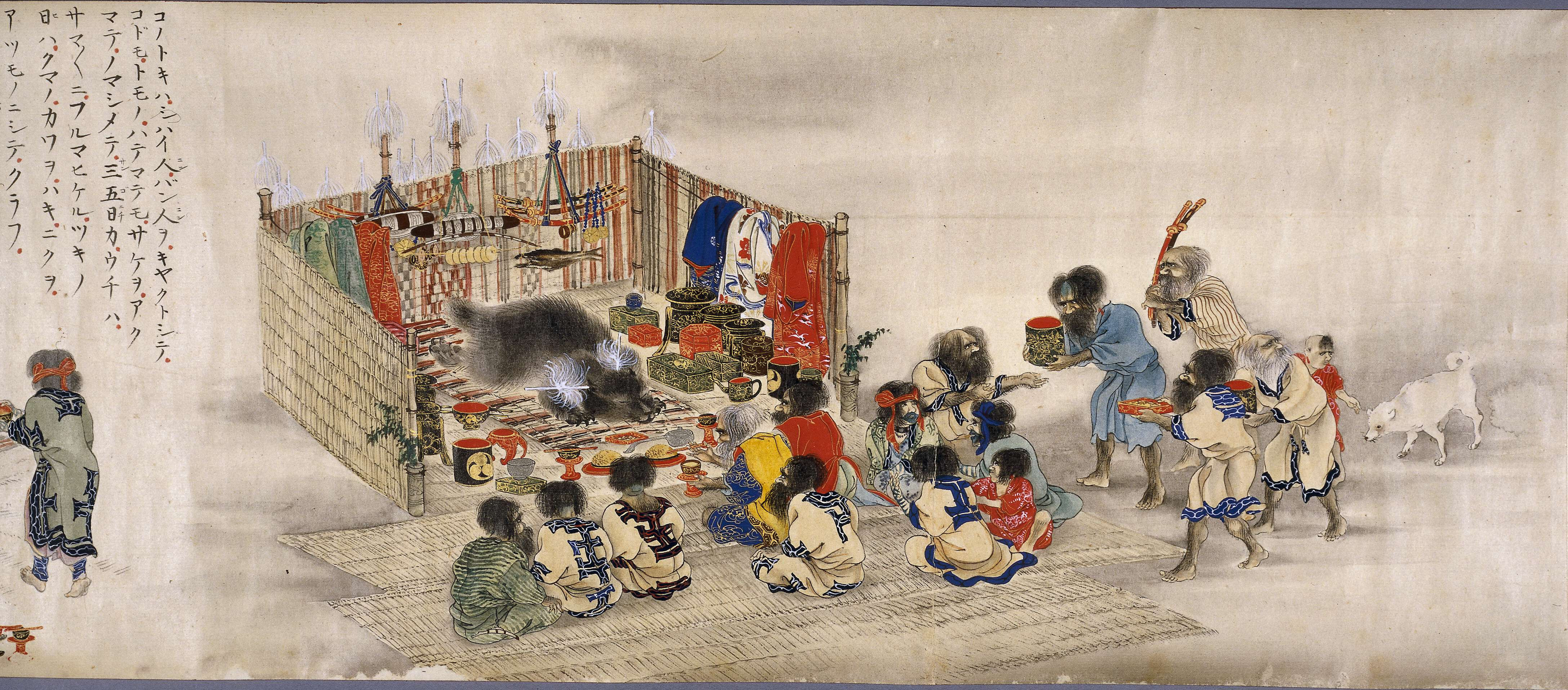
Iyomante, peinture japonaise, vers 1870.

La cérémonie iomante ou iyomante (イオマンテ, iomante) est une cérémonie religieuse de l'ethnie des Aïnous (Japon), dite « cérémonie de l'esprit ours ». Plus exactement, la cérémonie du renvoi des esprits des ours. Elle a pour but de procurer des ressources aux familles aïnoues.

## Histoire
Il s'agit de sacrifier rituellement des ours adultes élevés, nourris et soignés pendant environ deux ans et dès leur naissance. C'est un puissant rituel de protection dans lequel l'esprit de l'ours est sanctifié. En effet, dans la religion aïnoue, l'ours est le plus important esprit kamuy, le maître de la forêt, le protecteur de toute vie terrestre.
Ce rituel est avant tout une célébration religieuse afin de remercier humblement l'esprit de l'ours pour ses sacrifices et pour garantir le succès des chasseurs. Les ours permettent aux êtres humains de se vêtir (par leurs peaux), de se nourrir (par leur viande) et d'obtenir toutes autres sortes de produits nécessaires à la vie courante. Le missionnaire et anthropologue spécialiste des Aïnous John Batchelor décrit la cérémonie à laquelle il a assisté à la fin du XIXe siècle,.
Interdite durant les périodes d'assimilation forcée japonaises, la cérémonie iyomante se faisait clandestinement. Tradition ancrée dans les croyances aïnoues, elle s'est poursuivie malgré tout durant plusieurs siècles (du XIIIe au milieu du XXe), avant de devenir une attraction touristique russe et japonaise à l'image d'une corrida. 
Le gouvernement d'Hokkaidō incita les communautés Ainoues à abandonner cette cérémonie en 1955. La circulaire a cependant été abrogée en avril 2007, le Ministère de l'Environnement ayant annoncé que les cérémonies religieuses impliquant des animaux étaient des exceptions à la loi sur les droits des animaux en octobre 2006.
Face à la fascination morbide exercée par la cérémonie sur leurs voisins, les Aïnous décidèrent alors d'abandonner cette tradition. Par ailleurs, ils vivent aujourd'hui avec le niveau de vie japonais, disposent de nombreuses autres ressources et ne se vêtent plus de peaux d'ours.

## Galerie: l'ours d'après John Batchelor, 1892[3]

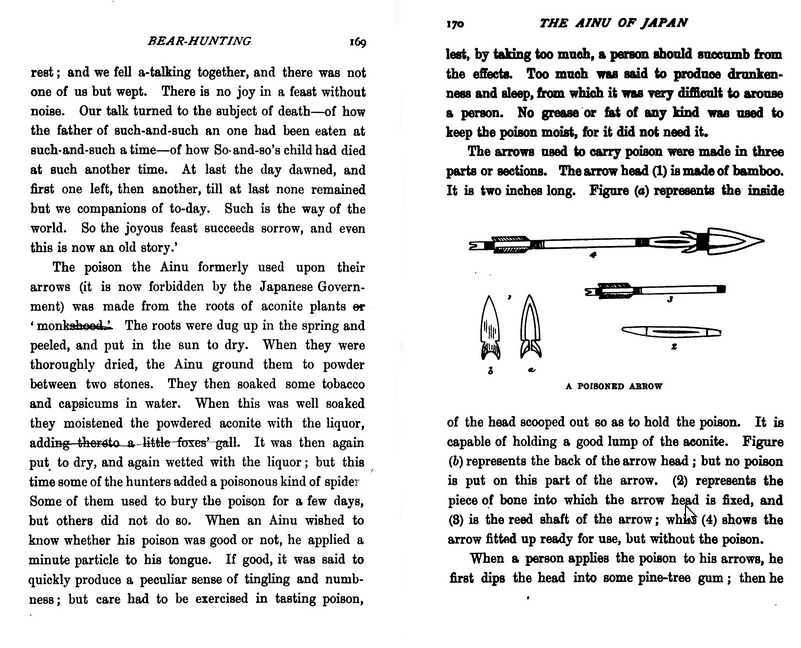
Flèche empoisonnée utilisée pour la chasse à l'ours
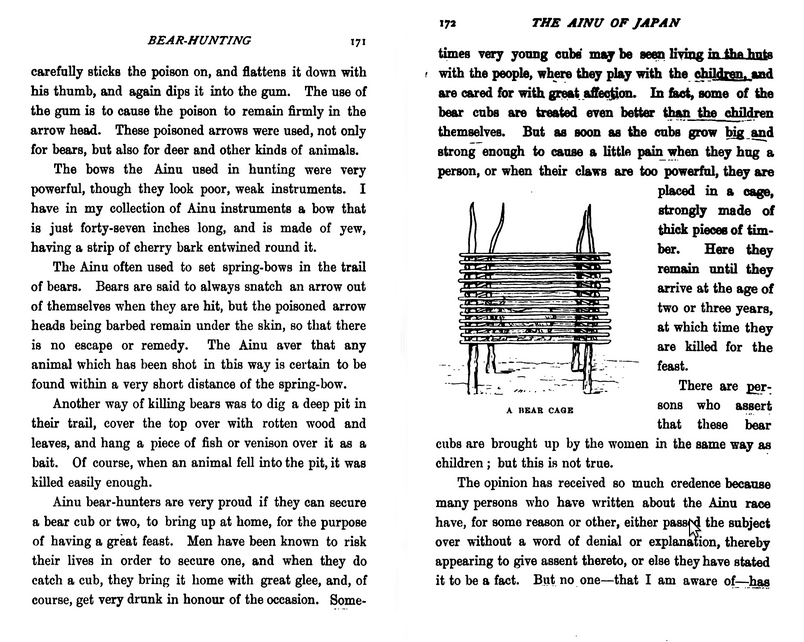
Cage pour l'ourson
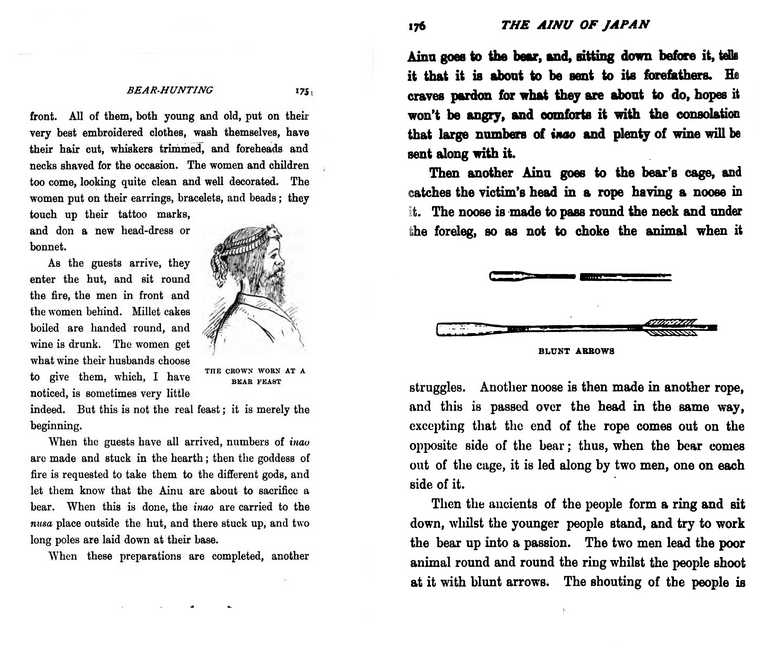
Trophée porté par le chasseur